# Osyris
Osyris és un gènere de plantes amb flors dins la família santalàcia. Les espècies d'aquest gènere són generalment semiparàsites de les arrels d'altres plantes.

## Algunes espècies
- Osyris alba
- Osyris compressa
- Osyris lanceolata
- Osyris quadripartita